# Kongsberg Station
Kongsberg Station (Kongsberg stasjon) er en jernbanestation på Sørlandsbanen, der ligger i Kongsberg i Norge. Stationen er endestation for lokaltog mellem Kongsberg og Eidsvoll.
Den første station i Kongsberg åbnede i 1871, da banen fra Hokksund stod færdig. Den nuværende station blev taget i brug i 1917 i forbindelse med etableringen af banen videre mod Hjuksebø. Samtidig opførtes en ny stationsbygning efter tegninger af Gudmund Hoel og Niels Winge Grimnes.
I 1997 blev stationen fredet af Riksantikvaren. Fredningen omfatter stationsbygningens ydre, pakhuset, læsseramper og remisen med det nærmeste sporområde til og med drejeskiven samt oprindelige detaljer indvendigt i de nævnte bygninger.